# Skuze
Skuze – wieś w Polsce położona w województwie mazowieckim, w powiecie przasnyskim, w gminie Chorzele. Leży nad rzeką Omulew.
W latach 1975–1998 miejscowość administracyjnie należała do województwa ostrołęckiego.